# Expresso São Carlos Esporte Clube
O Expresso São Carlos Esporte Clube conhecido como Expresso São Carlos,  ou Expresso, foi um clube de futebol brasileiro da cidade de São Carlos. Suas cores eram azul e branco, e seu uniforme principal era camisa branca com uma faixa em diagonal, parecida com a do Clube de Regatas Vasco da Gama e da Associação Atlética Ponte Preta, com a diferença na cor, azul.

## História

### Futebol profissional
O clube foi fundado em 1953 como amador, por Bregido Vizeu (presidente e torcedor), formado por jogadores locais e alguns funcionários de uma transportadora de cargas da cidade e da fusão com o Diamante F.C. em 1955, e chegou ao profissionalismo em 1957 quando disputou a Terceira Divisão (atual A-3) do Campeonato Paulista, da qual foi campeão. O clube também esteve empenhado na época a fazer a reforma do seu estádio>
Em 1956, o clube se preparou para disputar o campeonato paulista da terceira divisão de 1957, fazendo muitos amistosos.
Em março de 1957 o presidente do Expresso São Carlos, José Cardoso Vizeu e o secretário Arquimedes Libutti, estiveram em São Paulo e na Gazeta Esportiva para informar que iriam disputar o campeonato da Terceira Divisão de 1957 e também foi em busca de jogadores junto ao Juventus para reforçar a equipe que disputaria a terceira divisão. Também informou que mandaria seus jogos do primeiro turno no Estádio do Paulista. Sendo que no fim de junho de 1957, por determinação do presidente da FPF mesmo com o campeonato em andamento, autorizou a inclusão do clube, atendendo a manifestação unânime dos filiados que disputavam o referido campeonato e expedida a carteira de alguns atletas para a disputa, e a apresentação da nova tabela de jogos já restruturada com a referida inclusão.
Em abril de 1958 informou a FPF que não assumiria seu lugar na Segunda Divisão (atual A-2), dando lugar ao vice-campeão, muito provavelmente por falta de estrutura e problemas financeiros para manutenção do clube para essa tão rápida ascensão.
Desativou seu departamento de futebol profissional em 1958, mas tentou voltar em 1960, quando fez vários amistosos. Novamente, parou com o futebol oficial e o EC Aparecida foi designado para o seu lugar. Novo ressurgimento, em 1967, quando inscreveu-se no Campeonato Paulista Terceira Divisão, mas acabou desistindo de participar da competição. Portanto a partir dessa data, teve sua extinção consumada.

## Participação em campeonatos

### Campeonato Amador do Interior de São Paulo de 1955 - Zona 3 – Setor 13
Participantes
- Estrela da Bela Vista (São Carlos)
- Ararense (Araras)
- Palmeirense (Santa Cruz das Palmeiras)
- União (Pirassununga)
- SER Usina São João (Araras)
- Comercial  (Araras)
- Clube Atlético Bandeirantes (São Carlos)
- Expresso São Carlos (São Carlos)
- Porto Ferreira FC (Porto Ferreira)
- Pirassununguense (Pirassununga)

Primeira fase - Primeiro turno
- 10 de julho de 1955 - Bandeirantes 0–2 Pirasununguense
- 10 de julho de 1955 - Ararense 3–0 Estrela da Bela Vista
- 10 de julho de 1955 - União 4–5 Usina São João
- 10 de julho de 1955 - Palmeirense 3–0 Comercial
- 10 de julho de 1955 - Porto Ferreira  ?–?  Expresso São Carlos

- 17 de julho de 1955 - Usina São João 3–1 Bandeirantes
- 17 de julho de 1955 - Porto Ferreira 2–0 Estrela da Bela Vista
- 17 de julho de 1955 - Comercial 2–0 União
- 17 de julho de 1955 - Pirasununguense 4–1 Palmeirense
- 17 de julho de 1955 - Expresso São Carlos 2–2 Ararense[19]

- 24 de julho de 1955 - Bandeirantes 4–1 Comercial[20]
- 24 de julho de 1955 - Ararense 1–1 Pirasununguense
- 24 de julho de 1955 - Porto Ferreira 1–1 Usina São João
- 24 de julho de 1955 - União ?–?  Estrela da Bela Vista
- 24 de julho de 1955 - Palmeirense ?–?  Expresso São Carlos

- 31 de julho de 1955 - Expresso São Carlos 2–1 Estrela da Bela Vista[21]
- 31 de julho de 1955 - Pirasununguense 2–0 União
- 31 de julho de 1955 - Usina São João 0–1 Ararense
- 31 de julho de 1955 - Comercial 1–1 Porto Ferreira
- 31 de julho de 1955 - Palmeirense ?–? Bandeirantes (transferido)

- 7 de agosto de 1955 - Bandeirantes 0-1 Expresso São Carlos[22]
- 7 de agosto de 1955 - Ararense 1–0 Palmeirense
- 7 de agosto de 1955 - Usina São João 4–0 Estrela da Bela Vista
- 7 de agosto de 1955 - Comercial 4–2 Pirasununguense (amistoso, o jogo oficial foi tranferido para 07/09/1955)
- 7 de agosto de 1955 - Porto Ferreira ?–? União (transferido)

- 14 de agosto de 1955 - Palmeirense ?–? Porto Ferreira
- 14 de agosto de 1955 - Estrela da Bela Vista 2–4 Bandeirantes[23]
- 14 de agosto de 1955 - Expresso 4–2 Pirassununguense
- 14 de agosto de 1955 - União 3–1 Ararense
- 14 de agosto de 1955 - Comercial 4–2 Usina São João

- ?? de nnnnnn de 1955 - Expresso São Carlos 1–0 Bandeirantes

- 21 de agosto de 1955 - Bandeirantes 4–3 União[24]
- 21 de agosto de 1955 - Expresso São Carlos 2–0 Comercial
- 21 de agosto de 1955 - Ararense 2–1 Porto Ferreira
- 21 de agosto de 1955 - Usina São João 2–4 Palmeirense
- 21 de agosto de 1955 - Pirasununguense 5–2 Estrela da Bela Vista

- 28 de agosto de 1955 - Palmeirense 1–2 Expresso São Carlos (jogo virou amistoso)[25]
- 28 de agosto de 1955 - Comercial 3–2 Ararense
- 28 de agosto de 1955 - Pirasununguense 7–2 Usina São João
- 28 de agosto de 1955 - Estrela da Bela Vista ?–? Bandeirantes
- 28 de agosto de 1955 - Porto Ferreira ?–? União

- 4 de setembro de 1955 - Ararense ?–? Bandeirantes[26][27]
- 4 de setembro de 1955 - Estrela da Bela Vista 1–1 Comercial[28]
- 4 de setembro de 1955 - Usina São João ?–? Expresso São Carlos
- 4 de setembro de 1955 - Porto Ferreira 1–1 Pirassununguense
- 4 de setembro de 1955 - União ?–? EC Palmeirense

- 7 de setembro de 1955 - Pirasununguense 2–2 Comercial
- 7 de setembro de 1955 - Palmeirense ?–? Expresso São Carlos (em Porto Ferreira)

Primeira fase - Segundo turno
- 11 de setembro de 1955 - Estrela da Bela Vista 1–3 Ararense dia?
- 11 de setembro de 1955 - Pirassununguense 4–0 Bandeirantes
- 11 de setembro de 1955 - Usina São João 6–0 União
- 11 de setembro de 1955 - Comercial 3–0 Palmeirense
- 11 de setembro de 1955 - Expresso ?–? Porto Ferreira

- 18 de setembro de 1955 - União 2–5 Comercial[29]
- 18 de setembro de 1955 - Bandeirantes 2–1 Usina São João
- 18 de setembro de 1955 - Ararense 0–1 Expresso
- 18 de setembro de 1955 - Palmeirense 2–2 Pirassununguense
- 18 de setembro de 1955 - Porto Ferreira ?–? Estrela da Bela Vista

- 25 de setembro de 1955 - Pirassununguense 4–0 Ararense[30]
- 25 de setembro de 1955 - Expresso São Carlos 6–2 União[31]
- 25 de setembro de 1955 - Comercial 1–0 Bandeirantes
- 25 de setembro de 1955 - Palmeirense ?–? Estrela da Bela Vista
- 25 de setembro de 1955 - Usina São João 4–1 Porto Ferreira

- 2 de outubro de 1955 - Estrela da Vista 3–2 Expresso[32]
- 2 de outubro de 1955 - Ararense 0–0 Usina São João
- 2 de outubro de 1955 - União 2–2 Pirasununguense
- 2 de outubro de 1955 - Porto Ferreira 1–3 Comercial
- 2 de outubro de 1955 - Bandeirantes ?–? Palmeirense

- 9 de outubro de 1955 - Estrela da Bela Vista 3–2 Usina São João
- 9 de outubro de 1955 - Palmeirense 0–1 Ararense
- 9 de outubro de 1955 - União ?–? Porto Ferreira
- 9 de outubro de 1955 - Expresso São Carlos 3–0 Bandeirantes[33]
- 9 de outubro de 1955 - Comercial 3–1 Pirasununguense

- 16 de outubro de 1955 - Estrela da Bela Vista 4–2 Bandeirantes[34]
- 16 de outubro de 1955 - Ararense 5–1 União
- 16 de outubro de 1955 - Pirasununguense 1–0 Expresso São Carlos
- 16 de outubro de 1955 - Usina São João 1–1 Comercial
- 16 de outubro de 1955 - Porto Ferreira ?–? Palmeirense

- 23 de outubro de 1955 - Estrela da Vista 4–1 Pirasununguense[35]
- 23 de outubro de 1955 - Usina São João 5–3 Palmeirense
- 23 de outubro de 1955 - Porto Ferreira 1–0 Ararense
- 23 de outubro de 1955 - União ?–? Bandeirantes
- 23 de outubro de 1955 - Comercial 1–0 Expresso São Carlos

- 30 de outubro de 1955 - Bandeirantes 0–0 Porto Ferreira[36]
- 30 de outubro de 1955 - Expresso São Carlos 3–0 Palmeirense[37]
- 30 de outubro de 1955 - Ararense 2–1 Comercial
- 30 de outubro de 1955 - União ?–? Estrela da Bela Vista
- 30 de outubro de 1955 - Usina São João 4–3 Pirasununguense

- 6 de novembro de 1955 - Bandeirantes 3–0  Ararense
- 6 de novembro de 1955 - Expresso São Carlos 2–0 Usina São João
- 6 de novembro de 1955 - Pirasununguense 4–1 Porto Ferreira
- 6 de novembro de 1955 - Comercial ?–? Estrela da Bela Vista
- 6 de novembro de 1955 - Palmeirense ?–? União

- 13 de novembro de 1955 - Comercial 3–2 Estrela da Bela Vista

Classificação
- 1º) Comercial

Segunda Fase - Participantes
- Comercial (Araras)
- Vasco da Gama (Americana)
- Usina Iracema (Iracemápolis)
- Corinthians (Casa Branca)

Segunda fase - Primeiro turno
- 11 de dezembro de 1955 - Vasco da Gama 1–8 Comercial
- 18 de dezembro de 1955 - Comercial 3–1 Corinthians
- 8 de janeiro de 1956 - Usina Iracema 4–1 Comercial

Segunda fase - Segundo turno
- 15 de janeiro de 1956 - Comercial 5–0 Vasco da Gama
- 22 de janeiro de 1956 - Corinthians 3–3 Comercial
- 29 de janeiro de 1956 - Comercial 1–0 Usina Iracema

### Campeonato Amador do Interior de São Paulo de 1956 - Zona 7 – Setor 21[38]
Primeira fase - Primeiro turno
- 17 de junho de 1956 - Expresso 4–0 Estrela[39]
- 17 de junho de 1956 - Bandeirantes 2–1 Ferroviários
- 24 de junho de 1956 - Estrela 1–1 Bandeirantes
- Estrela 2-1 Ferroviários
- Bandeirantes 4-3 Expresso
- 29 de julho de 1956 - Expresso 3–1 Ferroviários[40][41]

Primeira fase - Segundo turno
- 5 de agosto de 1956 - Expresso 3–0 Estrela[42]
- 5 de agosto de 1956 - Bandeirantes 4–1 Ferroviários
- Estrela 3-1 Ferroviários
- 26 de agosto de 1956 - Bandeirantes 4–1 Estrela (Jogo que desclassificou o Estrela)[43]
- 2 de setembro de 1956 - Bandeirantes 1–0 Expresso[44][45]
- 16 de setembro de 1956 - Expresso WOx0 Ferroviários[46]

Classificação
- 1º) Bandeirantes 1 pp- campeão do Setor 21[47][48][49]
- 2º) Expresso 4 pp
- 3º) Estrela 7 pp
- 4º) Ferroviários 12 pp

Segunda fase - Primeiro turno
- 7 de outubro de 1956 - Comercial (Araras) 3–1 Bandeirantes
- 14 de outubro de 1956 - Bandeirantes 3–2 C.A.P. (Pirassununga)[50]
- 21 de outubro de 1956 - C.A.P. (Pirassununga) 4–2 Comercial (Araras)

Segunda fase - Segundo turno
- 4 de novembro de 1956 - Bandeirantes 2–5 Comercial (Araras)
- 11 de novembro de 1956 - C.A.P. (Pirassununga) 8–1 Bandeirantes
- 18 de novembro de 1956 - Comercial (Araras) 4–1 C.A.P. (Pirassununga)

### Campeonato Amador do Interior de São Paulo de 1957 - Zona 14 – Setor??[51]
Campeões das zonas
- Expresso São Carlos - campeão Zona 14

Terceira fase
- 6 de outubro de 1957 - Expresso São Carlos ?x? CA Ipiranga (Jaú) - de manhã[53][54][55]
- 13 de outubro de 1957 - CA Ipiranga (Jaú) ?x? Expresso São Carlos[56]
- 20 de outubro de 1957 - Ferroviária (Pindamonhangaba) 2x0 Expresso São Carlos[57]

CA Ipiranga - classificado

### Campeonato Amador do Interior de São Paulo de 1958 - Zona 15 – Setor 22[58]
Participantes
- CA Bandeirantes
- Expresso São Carlos EC
- Estrela da Bela Vista EC
- São Bento EC
- Palmeiras EC
- Ferroviários EC
- Ribeirão Bonito EC

Alguns jogos
- 22 de junho de 1958 - Ribeirão Bonito 7x1 Ferroviários[59]
- 10 de agosto de 1958 - Ribeirão Bonito 3x2 Estrela da Bela Vista[60]

## Futebol profissional

### Campeonato Paulista de Futebol de 1957 - Terceira Divisão
Campanha de acesso
Foram 24 jogos na 1.ª fase e 2.ª fase na Série 4, sendo 14 vitórias, 4 empates e 6 derrotas. Na fase final foram 3 jogos, sendo 2 vitórias e uma derrota, o título foi decidido em campo neutro na cidade de Pindorama.
1.ª fase em 2 turnos
- 09.07.1957 - Expresso São Carlos 3–2 Estrela da Bela Vista, em São Carlos[61]
- 14.07.1957 - Expresso São Carlos 3–1 Itapirense, em São Carlos[62]
- 21.07.1957 - Rio Claro 5–2 Expresso São Carlos, em Rio Claro[63][64]
- 28.07.1957 - Expresso São Carlos 6–4 Mogi Mirim, em São Carlos[65]
- 04.08.1957 - Velo Clube 3–1 Expresso São Carlos, em Rio Claro[66][67][68]
- 11.08.1957 - Itapirense 0–3 Expresso São Carlos, em Itapira[69]
- 18.08.1957 - Expresso São Carlos 3–3 Rio Claro, em São Carlos[70]
- 25.08.1957 - Mogi Mirim 0–1 Expresso São Carlos, em Mogi Mirim[71]
- 01.09.1957 - Expresso São Carlos 2–2 Velo Clube, em São Carlos[72]
- 08.09.1957 - Estrela da Bela Vista 1–1 Expresso São Carlos, em São Carlos

2.ª fase - Grupo I em 2 turnos
- 29.09.1957 - Velo Clube 1–0 Expresso São Carlos, em Rio Claro
- 06.10.1957 - Expresso São Carlos 6–0 Aparecida, em São Carlos[74][75]
- 13.10.1957 - Legionário 1–2 Expresso São Carlos, em Bragança Paulista
- 20.10.1957 - Ferroviária 2–0 Expresso São Carlos, em Pindamonhangaba[76]
- 27.10.1957 - Expresso São Carlos 4–3 Guarani Saltense, em São Carlos[77]
- 03.11.1957 - São José 0–1 Expresso São Carlos, em São José dos Campos[78]
- 10.11.1957 - Expresso São Carlos 2–1 Vila Santista, em São Carlos[79][80]
- 17.11.1957 - Expresso São Carlos 1–0 Velo Clube, em São Carlos
- 24.11.1957 - Aparecida 4-0 Expresso São Carlos, em Aparecida do Norte
- 01.12.1957 - Expresso São Carlos 4–0 Legionário, em São Carlos
- 08.12.1957 - Expresso São Carlos 3–2 Ferroviária, em São Carlos
- 15.12.1957 - Guarani Saltense	1–1 Expresso São Carlos, em Salto[81]
- 22.12.1957 - Expresso São Carlos 4–0 São José, em São Carlos[82]
- 29.12.1957 - Vila Santista 4–1 Expresso São Carlos, em Mogi das Cruzes

Classificação
- Expresso São Carlos, campeão do Grupo I[83][84]
- Grêmio Monte Aprazível, campeão do Grupo II

Fase final e 3 jogos
- 26.01.1958 - Expresso São Carlos 3–1 Monte Aprazível, em São Carlos (jogo realizado no Campo do Palmeirinha)[85]
- 02.02.1958 - Monte Aprazível 2–1 Expresso São Carlos, em Monte Aprazível[86]
- 09.02.1958 - Expresso São Carlos 4–2 Monte Aprazível, em Pindorama[87]

### Títulos
- Campeonato Paulista - Série A3: 1957[carece de fontes?]

### Desempenho em competições
Campeonatos profissionais
| Ano   | Competição                | Desempenho | Colocação | J  | V  | E | D | GP | GC | SG  | AP    |
| 1957  | Paulista Terceira Divisão | Finais     | Campeão   | 27 | 16 | 4 | 7 | 59 | 45 | 14  | 66,6% |
| Total |                           |            |           | 27 | 16 | 4 | 7 | 59 | 45 | +14 | 66,6% |

### Amistosos do clube[88]
- 13 de março de 1955 - Expresso 2–3 Nacional-SP[89][90][91]
- 10 de abril de 1955 - Velo Clube 0–1 Expresso
- 17 de abril de 1955 - Velo Clube 3–5 Expresso[92]
- 24 de abril de 1955 - Expresso (misto) 0–6 Juventus[93][92]
- 8 de maio de 1955 - Rio Claro 7–2 Expresso[94]
- 22 de maio de 1955 - Expresso 4–1 Rio Claro
- 12 de junho de 1955 - Expresso (misto) 1–4 Ypiranga-SP (misto)[95][96]
- 26 de junho de 1955 - ADA Araraquara 1–2 Expresso[97]
- 17 de julho de 1955 - Expresso 2–2 Ararense
- 31 de julho de 1955 - Expresso ?–? ADA Araraquara[98]
- 5 de fevereiro de 1956 - Expresso 3–2 Arara Clube[99][100][101]
- 11 de março de 1956 - Expresso 2–0 AE Guaxupé[102]
- 25 de março de 1956 - Expresso 0–3 XV de Jaú[103]
- 27 de março de 1956 - Araras Clube 2–1 Expresso (em Araras)
- 6 de maio de 1956 - Expresso 1–2 Portuguesa[104][105][106]
- 10 de maio de 1956 - Expresso 1–3 Olaria-RJ (à noite no Estádio João Ratti)[107][108]
- 16 de setembro de 1956 - Expresso 2–3 CA Juventus[109]
- 26 de setembro de 1956 - Expresso 2–3 Juventus[110]
- 28 de abril de 1957 - Expresso 3–0 São Bento EC (São Carlos)[111]
- 6 de outubro de 1957 - Expresso ?–? EC Aparecida (preliminar de Bandeirantes x SE Palmeiras, no Estádio do Paulista)[112]
- 23 de fevereiro de 1958 - Expresso 2–2 XV de Piracicaba (jogo das faixas de campeão)[113][114][115][116]
- 2 de março de 1958 - Expresso 2–1 Ferroviária (jogo realizado no Estádio do Paulista)[117][118][119][120]
- 16 de março de 1958 - Comercial-RP 3–0 Expresso (em Ribeirão Preto)[121]

- 23 de março de 1958 - Expresso 2–2 Nacional-SP[127]
- 30 de março de 1958 - Expresso 0–5 Palmeiras (misto)[128][129][130]
- 20 de março de 1960 - Expresso 0–1 Comercial de Araras
- 27 de março de 1960 - Comercial de Araras 2–1 Expresso (em Araras)
- 3 de abril de 1960 - Expresso 4–3 Pirelli
- 21 de abril de 1960 - Expresso 2–0 XV de Jaú
- 1 de maio de 1960 - Expresso 1–1 XV de Piracicaba
- 15 de maio de 1960 - Expresso 0–4 Guarani
- 22 de maio de 1960 - Expresso 2–2 Fortaleza de Barretos
- 29 de maio de 1960 - Expresso 0–5 Palmeiras (misto)